# Marpesia alcibiades
Marpesia alcibiades är en fjärilsart som beskrevs av Otto Staudinger. Marpesia alcibiades ingår i släktet Marpesia och familjen praktfjärilar. Inga underarter finns listade i Catalogue of Life.